# Југослав Вукадиновић
Југослав Вукадиновић (Приштина, 22. мај 1961) је српски правник, менаџер и дипломата. Бивши је амбасадор Србије у Каиру (Арапска Република Египат).
Основно и средњошколско образовање је стекао у Приштини. Завршио је и Правни факултет у Приштини. Завршио је и смер Индустријско-економски менаџмент на Факултету Универзитета Унион у Београду и докторирао на МБ Универзитету међународно јавно право.
Ожењен је и има сина и ћерку, као и унука и унуку. Течно говори енглески и албански, а служи се и са грчким и италијанским језиком.
Био је предавач на предмету Вештина протокола на Академији за дипломатију и безбедност у Београду.

## Дипломатска каријера
У Министарство спољних послова је дошао из покрајинских органа, као шеф Групе за међународну сарадњу АП КиМ. Од априла 1995. до августа 1996. је био први секретар Одсека за Републику Албанију, Италијанску Републику, Град-државу Ватикан, Републику Малту и Најузвишенију Републику Сан Марино Дирекције за суседне земље Министарства иностраних послова Савезне Републике Југославије. Од августа 1996. до септембра 2000. је службовао у Скопљу на месту шефа Конзуларног одељења и првог секретара Амбасаде СРЈ у Републици Македонији. Од октобра 2000. до новембра 2001. је био шеф Службе за церемонијал и државне посете и први секретар Протокола Министарства иностраних послова СРЈ. Након тога одлази у Грчку где је до августа 2004. године био конзул-жеран и први секретар Конзулата СРЈ/СЦГ (2003-2004) у Солуну. У другој половини 2004. године је био први саветник Одсека за пасоше Дирекције за конзуларне послове МСП-а СЦГ. Првих 9 месеци 2005. је био на положају првог саветника Дирекције за Азију, Аустралију и Пацифик МСП-а СЦГ. Од септембра 2005. до новембра 2006. је био први саветник Дирекције за архивске послове МСП-а СЦГ. У новембру 2006. стиче ранг опуномоћеног министра. Од тада до септембра 2007. је на функцији опуномоћеног министра Дирекције за сарадњу са НАТО-ом МСП-а Србије. Одмах након те функције преузима функцију шефа Одсека за оставине и решавање спорова у иностранству Дирекције за конзуларне послове на којој је био до фебруара 2009. Тада одлази на место саветника наше амбасаде у Нигерији. У Абуџи остаје до новембра 2013. У међувремену постаје први саветник и заменик амбасадора, а неколико месеци током 2013. године је био на месту отправника послова Амбасаде Србије у Абуџи. Од новембра 2013. до марта 2016. је министар-саветник у МСП-у Србије, а потом је до септембра 2016. био министар-саветник у амбасади АР Египат, а у фебруару 2018. године је преузео дужност амбасадора. Поред Египта, он је и нерезиденцијално покривао и територију Судана, Омана и Палестине. На функцији амбасадора Р. Србије у Каиру је био до августа 2021.године.
Од децембра 2023. године је отправник послова у СР Нигерији.